# Acacia galeata
Acacia galeata är en ärtväxtart som beskrevs av Bruce R. Maslin. Acacia galeata ingår i släktet akacior, och familjen ärtväxter. Inga underarter finns listade i Catalogue of Life.